# Jean-Pierre Levecq
 (juillet 2017).
Si vous disposez d'ouvrages ou d'articles de référence ou si vous connaissez des sites web de qualité traitant du thème abordé ici, merci de compléter l'article en donnant les références utiles à sa vérifiabilité et en les liant à la section « Notes et références ».
Jean-Pierre Levecq, né à Frameries le 20 août 1939, est un homme politique belge et un militant wallon.
Jean-Pierre Levecq est le fils de Léandre Levecq militant wallon de la Concentration wallonne de l'abbé Jules Mahieu et résistant sous l'Occupation. Assistant en ophtalmologie à l'Université catholique de Louvain de 1965 à 1968, Jean-Pierre Levecq a déjà fondé un parti fédéraliste à Mons. Il est membre de Rénovation wallonne et de Wallonie libre deux mouvements présents à Mons. A Louvain il invite des conférenciers sur la question wallonne tels Robert Moreau et Lucien Outers. Il milite aussi pour le transfert total de l'UCL en Wallonie. Il; participe à la fondation du Rassemblement wallon à Mons en 1968, puis part en Afrique où il dirige par intérim l'institut d'ophtalmologie tropicale de l'Afrique de Bamako au Mali. Ensuite, il reprend son métier à Tubize puis à Frameries. Il restructure la fédération du Rassemblement wallon de Mons-Borinage, est élu député à la Chambre en 1974. Il s'y occupe des Centres d'aide publique, de santé publique et de l'Université du Hainaut. Il est également conseiller communal de Frameries de 1976 à 1982.
Lors du tournant à gauche du Rassemblement wallon en 1976 imprimé par Paul-Henry Gendebien, il rejoint François Perin, Jean Gol et Étienne Knoops sur les listes du PRLw. Mais déçu par le manque de volonté fédéraliste au sein du nouveau parti, il quitte ce parti et rejoint Wallonie Région d'Europe fondée par José Happart en 1986.